# Флавій Абунданцій
Флавій Абунданцій (д/н — бл. 400) — державний та військовий діяч Римської імперії.

## Життєпис
Походив зі скіфського роду. Народився в провінції Мала Скіфія. Розпочав службу під час правління імператора Граціана. У 392 році призначається імператором Феодосієм I magister utriusque militiae (військовим очільником обох військ — піхоти й кінноти). У 393 році призначається консулом (на сході).
У 394 році залишився в Константинополі на час військового походу імператора проти узурпатора Євгенія. У 396 році внаслідок інтриг впливового євнуха Євтропія, проти якого раніше виступав, втік до Піфія на кавказькому узбережжі Чорного моря. Лише після загибелі Євтропія у 399 році повернувся до імперії. Оселився в місті Сиджон. Тут помер приблизно 400 року.